# Anthus hoeschi
Anthus hoeschi là một loài chim trong họ Motacillidae.